# Čáslavice
Čáslavice (en allemand : Tschaslawitz) est une commune du district de Třebíč, dans la région de Vysočina, en République tchèque. Sa population s'élevait à 547 habitants en 2020.

## Géographie
Čáslavice se trouve à 11 km au sud-ouest de Třebíč, à 31 km au sud-sud-est de Jihlava et à 141 km au sud-est de Prague.
La commune est limitée par Římov et Rokytnice nad Rokytnou au nord, par Kojetice à l'est, par Šebkovice et Loukovice au sud, par Babice au sud et au sud-ouest, et par Cidlina à l'ouest.

## Histoire
La première mention écrite de la localité date du milieu du XIIIe siècle.

## Transports
Par la route, Čáslavice se trouve à 13,5 km de Třebíč, à 33,5 km de Jihlava et à 154 km de Prague.